# Indisk gås
Indisk gås (Anser indicus) er en gås, som opholder sig i Centralasien i tusinder af kolonier nær søer ved bjerge. Den lægger 3-8 æg i sin rede, som er yndet spise for krager, ræve og havørne. 